# تيزي نيسلي
تيزي نيسلي هي قرية مغربية شمال المملكة. تنتمي تيزي نيسلي لإقليم بني ملال. تضم هذه القرية 10.060 نسمة (إحصاء 2004). وهي مشهورة بفاكهة التفاح والبطيخ